# Угљан (острво)
Угљан (или Lassa) је острво у Јадранском мору, на хрватском делу Јадрана.

## Географски положај
Налази се у задарском архипелагу, северозападно од острва Пашмана и југоисточно од острва Ривањ и Сеструњ. Површином од 50,21 km² (дуг 22 km, широк до 3,8 km) убраја се међу већа хрватска острва. Од копна га дели Задарски канал, а с острвом Пашманом повезује мост преко пролаза Ждрелац.
Кречњачки део острва претежно је под макијом, док у доломитном подручју превладава земљиште под културама. Пространије увале су Мулине на северозападу и Ламјана Вела и Мала на југоистоку. Источна обала благо се спушта према мору и разведена је малим увалама.
Узгајају се маслине, смокве, винова лоза. Острво је са Задром повезано најфреквентнијом трајектном линијом на хрватској обали Јадрана, која од 2006. саобраћа и ноћу.

## Клима
Клима се истиче свим основним одликама медитеранске климе с изразито сувим летима и благим зимама. Просечна годишња температура износи изнад 15 °C, просечна температура најтоплијег месеца јула 24 °C, а најхладнијег јануара 12 °C. Број дана са температурама нижим од 0 °C је занемарив, а с високим се креће око 16 дана у години. Средња температура најхладнијег месеца јануара није нижа од -3 °C. Нема непрекидно високих или непрекидно ниских температура, као што не постоје дуги периоди суше ни кише у којима би пала готово сва годишња количина падавина. Инсолација износи око 2500 сати годишње, а у јулу сунце сија 10 до 12 сати дневно.

### Влага и падавине
Годишњи просек влаге ваздуха креће се око 73%. Максималне вредности остварују се у новембру, а минималне у јулу. Доминантна падавина је киша. Средња годишња количина падавина износи 939 mm с максимумом у новембру од око 1.000 mm и минимумом у јулу од свега 30 mm. Снег је врло ретка појава, а кад се и појави задржава се врло кратко (просечан број дана са снегом је 1). Годишња облачност износи 4,7 (десетина неба). Облачност у летним месецима је мања од 4, с минимумом у јулу 2,4. Највећа облачност је у децембру: 6,5.

### Ветрови
Бура најчешће дува зими, југо превладава у пролеће и јесен, а лети са запада дува угодан маестрал. Лети и у рану јесен превладава стабилно и лепо време са сунчаним, почесто ведрим и топлим данима. Након јутарње тишине, средином преподнева почне ветар с мора, зморац или маестрал, који у послеподневним сатима досеже умерену јачину. Смер му је углавном северозападни, а постојаност смера и прилична јачина чине га врло подесним за једрење, као мало где на Јадрану. Доносећи свежи морски ваздух он заиста снижава температуру ваздуха у време највећих дневних врућина. Маестрал често потраје до у касно послеподне. Навече завлада тишина, а ноћу започне дувати слаб ветар с копна, копнењак или бурин. После југа, код наглог пролаза хладне фронте према југоистоку задува трамонтана, северозападни ветар праћен грмљавинским пљусковима. Леванат је прохладан и кишни источни ветар који пуше у зимској половини године, а понекад донесе и снег.

## Биљни покров
Има све особине медитеранског биљног света измењеног аграризацијом. Аутохтона вегетација (храст црника, борови и чемпрес) замењена је узгојеним медитеранским културама на 60 до 70% површине острва. Међу пољопривредним културама најважније су маслина и смоква. Услед благе климе на острву успева и разно воће и поврће којима се снабдева и задарска пијаца, па се због тога острво Угљан назива и задарским вртом. Остали делови острва који нису обрађени и засађени пољопривредним културама обрасли су макијом.

## Становништво
Угљан се убраја и међу најнасељенија хрватска острва. Острво је 2011. имало 6.049 становника. Под данашњим именом јавља се први пут 1325, а насељен је континуирано од млађега каменог доба. У римско доба густо насељен, особито у северозападном делу, где су нађени бројни остаци античких грађевина. Данашња насеља основана су у средњем веку. Сва насеља (Преко, Угљан, Лукоран, Сутомишћица, Пољана, Кали, Ошљак и Кукљица) леже уз обалу добро обрађене источне стране острва.

#### Насеља на острву Угљану
- Преко, општина
- Ошљак
- Пољана
- Сутомишћица
- Лукоран
- Угљан с девет заселака
- Кали, општина
- Кукљица, општина